# Crucea Federală de Merit

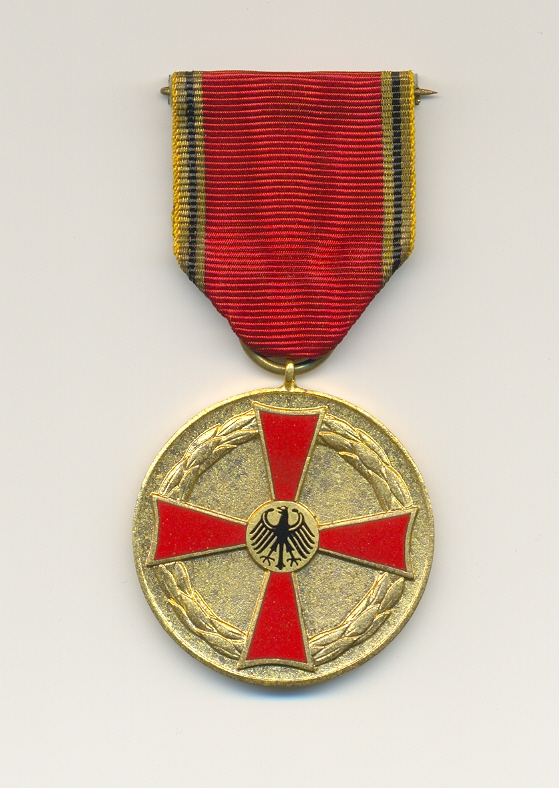
Medalia Ordinului Crucea Federală de Merit

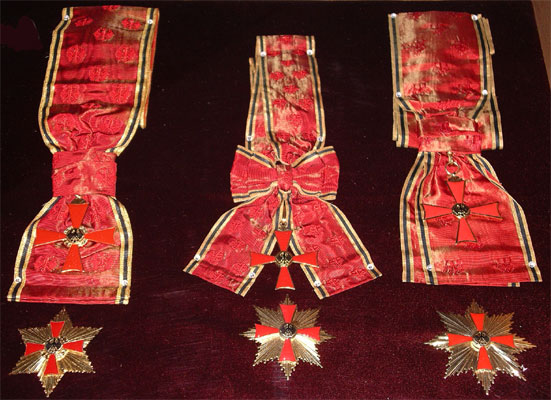
Marea Cruce într-un design special (stânga), grad special al Marii Cruci (centru și dreapta)

Crucea Federală de Merit (în germană Bundesverdienstkreuz), oficial Ordinul de Merit al Republicii Federale Germania (Verdienstorden der Bundesrepublik Deutschland) este singura decorație de stat universală a Republicii Federale Germania. Ordinul Federal de Merit a fost creat la 7 septembrie 1951 de președintele federal Theodor Heuss. Este singura distincție onorifică generală și, în consecință, este recompensa cea mai înaltă destinată să onoreze meritele avute în serviciul țării și în serviciul colectivității.

## Atribuire
Ordinul este atribuit cetățenilor germani și străini, recompensând meritele avute în domeniile social, intelectual, politic, economic, precum și meritele deosebite avute în serviciul Republicii Federale Germania, de exemplu în domeniile social, caritativ și relațional. Atribuirea ordinului nu este însoțită de o dotare financiară.
Între 3.000 și 5.200 sunt acordate în fiecare an din toate clasele.
Majoritatea Landurilor Germaniei (Bundesländer) au propriile ordine de merit, până la trei ranguri (membru, ofițer, comandant). Din acestea sunt excluse orașele libere și hanseatice Bremen și Hamburg, care resping orice ordin; conform vechii tradiții, cetățenii lor vor refuza orice decorație sub formă de ordin.

Barete ale Crucii Federale de Merit
Medalie (Verdienstmedaille)
Crucea Cavalerului (Verdienstkreuz am Bande)
Crucea Ofițerului (Verdienstkreuz 1. Klasse)
Crucea Comandantului (Großes Verdienstkreuz)
Crucea Cavalerului Comandant (Großes Verdienstkreuz mit Stern)
Marea Cruce (Großes Verdienstkreuz mit Stern und Schulterband)
Prima Clasă a Marii Cruci (Großkreuz)
Prima Clasă a Marii Cruci (design special) (Großkreuz in besonderer Ausführung)
Clasa Specială a Marii Cruci (Sonderstufe des Großkreuzes)